# Giuseppe Antonio Maria Corte
Giuseppe Antonio Maria Corte o della Corte (Dogliani, 9 dicembre 1727 – 25 dicembre 1800) è stato un vescovo cattolico italiano, vescovo di Acqui dal 1773 al 1783 e di Mondovì dal 1783 fino alla morte.

## Biografia
Giuseppe Antonio Maria Corte nacque a Dogliani il 9 dicembre 1727 dalla famiglia dei conti di Bonvicino, fu promosso agli ordini presbiterali il 21 aprile 1753, dopo essere divenuto dottore in teologia presso l'Università di Torino il 26 giugno 1752. Entrò a fare parte dei canonici del Accademia di Superga fin quando, il 5 maggio 1773, su proposta del re Vittorio Amedeo III di Savoia, papa Clemente XIV lo elesse vescovo di Acqui; fu consacrato il 19 settembre seguente dal cardinale Francesco Saverio de Zelada, che nelle sue memorie ricorderà di come Corte venne applaudito per lo spirito con cui rispose alle domande che gli venivano poste.
Come per il suo predecessore Carlo Giuseppe Capra, anche per il vescovo Corte i documenti d'archivio risultano manomessi, rendendo più difficoltoso il lavoro di analisi del suo episcopato.
Durante il suo episcopato venne eseguita la ricostruzione del santuario di Todocco che all'epoca si trovava nel territorio della diocesi.
Il 18 luglio 1783, su proposta del re, venne trasferito alla diocesi di Mondovì, dove si distinse per la scrittura di una storia del vescovado locale edita in due tomi nel 1789. 
Rimase vescovo di Mondovì fino alla sua morte, il 25 dicembre 1800.

## Genealogia episcopale
La genealogia episcopale è:
- Cardinale Scipione Rebiba
- Cardinale Giulio Antonio Santori
- Cardinale Girolamo Bernerio, O.P.
- Arcivescovo Galeazzo Sanvitale
- Cardinale Ludovico Ludovisi
- Cardinale Luigi Caetani
- Cardinale Ulderico Carpegna
- Cardinale Paluzzo Paluzzi Altieri degli Albertoni
- Papa Benedetto XIII
- Papa Benedetto XIV
- Papa Clemente XIII
- Cardinale Francesco Saverio de Zelada
- Vescovo Giuseppe Antonio Maria Corte